# Eutetrapha biscostata
Eutetrapha biscostata är en skalbaggsart som beskrevs av Hayashi 1994. Eutetrapha biscostata ingår i släktet Eutetrapha och familjen långhorningar.
Artens utbredningsområde är Taiwan. Inga underarter finns listade i Catalogue of Life.